# Kilpennathur
Kilpennathur es una ciudad y nagar Panchayat situada en el distrito de Tiruvannamalai en el estado de Tamil Nadu (India). Su población es de 13718 habitantes (2011). Se encuentra a 16 km de Tiruvannamalai y a 83 km de Vellore.

## Demografía
Según el censo de 2011 la población de Kilpennathur era de 13718 habitantes, de los cuales 6902 eran hombres y 6816 eran mujeres. Kilpennathur tiene una tasa media de alfabetización del 80,12%, superior a la media estatal del 80,09%: la alfabetización masculina es del 88,91%, y la alfabetización femenina del 71,27%.